# Rózsaszín párduc (televíziós sorozat, 1993)
A Rózsaszín párduc (eredeti cím: The Pink Panther) 1993-tól és 1996-ig futott amerikai televíziós rajzfilmsorozat, amely Rózsaszín párduc sorozata alapján készült.

## Szereplők
- Rózsaszín párduc – A jól ismert okos párduc, akinek kijött a hang a torkán, mint a Sink Pink és az Ice Pink című 1965-ös epizódban. Ebben az akcióban felöltözik Szuper Párducnak.
- Kisember – A kistermetű ember, akinek szintén kijött a hang a torkán, mellékszereplőként jelenik meg.
- Keresztkutya – Egy mopsz, a tolvaj kutyák főnöke, a Keresztkutya című rajzfilmsorozatból.
- Röfi – Egy bulldog, a keresztkutya csatlósa.
- Louie – Egy tacskó, a keresztkutya csatlósa.
- Felügyelő – Magánnyomozó, aki az újonc rózsaszín párduccal együtt nyomoz a bűnözők után.
- Ezredes – A felügyelő és a rózsaszín párduc főnöke.
- Charlie hangya – Egy vörös hangya, a Rózsaszín párduc barátja, aki távol tartja magát a hangyásztól.
- Kék hangyász – Egy nagyon éhes hangyász, aki megpróbálja megenni Charlie hangyát, de a rózsaszín párduc borsot tör az ormánya alá.
- Muszklis férfi – Egy nagyon erős férfi a Nyomás a vízbe című 1968-as epizódból való, aki mellékszereplőként jelenik meg.
- Thelma – Egy vörös-hajú kislány, a Rózsaszín párduc barátja.
- Kincső papagáj – Egy kotnyeles zöld papagáj, Nagyi háziállata.
- Nagyi – Egy idős hölgy, Kincső papagáj gazdája, aki mellékszereplőként jelenik meg.
- Kleopátra – Egy csinos nő, aki hősnőként jelenik meg.
- Vudubáb – Egy maszkos ördögűző bennszülött.
- Muck Luck – Egy eszkimó, aki munkát keres.
- Banya – Egy rút zöld boszorkány egy varázspálcával a Éljen a ifjúpár-duc! című 1968-as epizódból való.
- Lester – Egy vörös ruhás, kék sapkás néger fiú.

## Szereposztás
| Szereplő              | Eredeti színész       | Magyar hang                                     |
| --------------------- | --------------------- | ----------------------------------------------- |
| Rózsaszín párduc      | Matt Frewer           | Schnell Ádám                                    |
| Charlie hangya        | John Byner            | Turi Bálint                                     |
| Kék hangyász          | John Byner            | Barát Attila                                    |
| Keresztkutya          | Joe Piscopo           | Vass Gábor                                      |
| Röfi                  | Brian George          | Szűcs Sándor                                    |
| Felügyelő             | Brian George          | Forgács Gábor                                   |
| Kisember              | Wallace Shawn         | Forgács Gábor                                   |
| Louie                 | Jess Harnell          | Szokol Péter                                    |
| Muszklis férfi        | Jess Harnell          | Király Adrián                                   |
| Ezredes               | Kenneth Mars          | Albert Péter                                    |
| Kincső papagáj        | Charles Nelson Reilly | Kassai Károly                                   |
| Pulyka                | N/A                   | Kassai Károly                                   |
| Bagoly                | N/A                   | Kassai Károly                                   |
| Tojás                 | N/A                   | Kassai Károly                                   |
| Nagyi                 | Jo Anne Worley        | Grúber Zita                                     |
| Banya                 | Ruth Buzzi            | Grúber Zita                                     |
| Thelma                | Kath Soucie           | Sipos Eszter Anna                               |
| Kleopátra             | Kath Soucie           | Haffner Anikó (1. hang) Szórádi Erika (2. hang) |
| Vudubáb               | Dan Castellaneta      | Bergendi Áron                                   |
| Muck Luck             | Dan Castellaneta      | Seszták Szabolcs                                |
| Robot                 | N/A                   | Seszták Szabolcs                                |
| Aranygyapjas bárány   | N/A                   | Seszták Szabolcs                                |
| Lester                | Rickey D’Shon Collins | Baráth István                                   |
| Tudós                 | N/A                   | Kapácsy Miklós                                  |
| Taknyos               | N/A                   | Katona Zoltán                                   |
| Kutya a szeméttelepen | N/A                   | Bolla Róbert                                    |
| Kási                  | N/A                   | Bodrogi Attila                                  |
| Sonka                 | N/A                   | Bácskai János                                   |
| Orrszarvú             | N/A                   | Bognár Tamás                                    |

További magyar hangok: Albert Péter, Albert Gábor, Bácskai János, Berkes Boglárka, Berkes Bence, Fehér Péter, Fekete Zoltán, Galbenisz Tomasz, Grúber Zita, Hegedűs Miklós, Imre István, Kapácsy Miklós, Katona Zoltán, Kisfalusi Lehel, Kiss Erika, Papucsek Vilmos, Pálfai Péter, Pálmai Szabolcs, Seder Gábor, Sipos Eszter Anna, Straub Martin, Szórádi Erika, Talmács Márta, Uri István, Végh Ferenc